# Чемпионат Европы по дзюдо 2014
Чемпионат Европы по дзюдо 2014 года проходил в Монпелье (Франция) с 24 по 27 апреля.

## Медалисты

### Мужчины
| Весовая категория | Золото                       | Серебро                      | Бронза                                               |
| ----------------- | ---------------------------- | ---------------------------- | ---------------------------------------------------- |
| −60 кг            | Беслан Мудранов · Россия     | Амиран Папинашвили · Грузия  | Ованес Давтян · Армения Ильгар Мушкиев · Азербайджан |
| −66 кг            | Лоик Корваль · Франция       | Давид Лароз · Франция        | Михаил Пуляев · Россия Дмитрий Шершень · Беларусь    |
| −73 кг            | Декс Элмонт · Нидерланды     | Юго Легран · Франция         | Рок Дракшич · Словения Миклош Унгвари · Венгрия      |
| −81 кг            | Автандил Чрикишвили · Грузия | Лоик Петри · Франция         | Сабольч Крижан · Венгрия Свен Мареш · Германия       |
| −90 кг            | Варлам Липартелиани · Грузия | Кирилл Вопросов · Россия     | Александр Иддир · Франция Кристиан Тот · Венгрия     |
| −100 кг           | Лукаш Крпалек · Чехия        | Эльмар Гасымов · Азербайджан | Адлан Бисултанов · Россия Сириль Маре · Франция      |
| +100 кг           | Тедди Ринер · Франция        | Адам Окруашвили · Грузия     | Андре Брайтбарт · Германия Марюс Пашкявичюс · Литва  |

### Женщины
| Весовая категория | Золото                                 | Серебро                             | Бронза                                                   |
| ----------------- | -------------------------------------- | ----------------------------------- | -------------------------------------------------------- |
| −48 кг            | Эва Черновицки · Венгрия               | Амандин Бюшар · Франция             | Марина Черняк · Украина Кристина Румянцева · Россия      |
| −52 кг            | Майлинда Кельменди · Республика Косово | Наталья Кузютина · Россия           | Андрея Кицу · Румыния Гили Коэн · Израиль                |
| −57 кг            | Отон Павья · Франция                   | Мириам Ропер · Германия             | Сабрина Фильцмозер · Австрия Телма Монтейру · Португалия |
| −63 кг            | Кларисс Агбеньену · Франция            | Тина Трстеняк · Словения            | Агата Оздоба · Польша Аникка ван Эмден · Нидерланды      |
| −70 кг            | Ким Поллинг · Нидерланды               | Лаура Варгас-Кох · Германия         | Бернадетте Граф · Австрия Барбара Матич · Хорватия       |
| −78 кг            | Одри Чёмео · Франция                   | Мархинде Веркерк · Нидерланды       | Абигель Йоо · Венгрия Люси Луэтт · Франция               |
| +78 кг            | Эмили Андеоль · Франция                | Лариса Церич · Босния и Герцеговина | Франциска Кониц · Германия Ясмин Кюльбс · Германия       |